# سد هایقر
سد هایقر در استان فارس، در جنوب شرقی شهر فیروزآباد بر روی رودخانه فیروزآباد در دره هایقر واقع شده‌است. این سد در حدود ۴۰ کیلومتری شهر فیروزآباد در مسیر این شهر به قیر واقع شده‌است.
تأمین آب شرب، کشاورزی، صنایع منطقه و تولید انرژی برقابی، کنترل سیلاب و جلوگیری از شور شدن آب به خاطر وجود گنبدهای نمکی پایین دست از اهداف احداث این سد می‌باشد.

## مشخصات
سد هایقر از نوع بتونی غلطکی قوسی بوده که ۸۹ متر ارتفاع از سنگ بستر رودخانه داشته که طول تاج ۲۳۳ و عرض آن ۵ متر است. حجم مخزن این سد در تراز نرمال ۲۲۷ میلیون متر مکعب می‌باشد.